# 3e cérémonie des Young Artist Awards
La 3e cérémonie des Youth in Film Awards , depuis rebaptisée Young Artist Awards, a lieu le 1er décembre 1981 à Hollywood en Californie. Elle est présentée par la Youth in Film Association, et a mis à l'honneur de jeunes artistes exceptionnels dans les domaines du cinéma, de la télévision et de la musique pour la saison 1980-1981,,.

## Contexte
Créée en 1978 par Maureen Dragone, membre de longue date de la Hollywood Foreign Press Association, la Youth in Film Association est la première organisation à établir une cérémonie de remise de prix spécialement conçue pour reconnaître et récompenser les contributions des artistes de moins de 18 ans dans les domaines du cinéma, télévision, théâtre et musique,,.
Bien que les Youth in Film Awards aient été conçus comme un moyen de reconnaître principalement les jeunes artistes de moins de 21 ans, le lauréat le plus âgé dans une catégorie compétitive lors de la 3e cérémonie annuelle était Lionel Richie, qui avait 32 ans le soir où il a remporté le prix du "Meilleur Young Musical Recording Artist - Male " pour sa chanson " Endless Love " de la bande originale du film Endless Love .
La 3e cérémonie est également marqué par la première et unique nomination d'un personnage fictif dans une catégorie avec " Little Miss Piggy " remportant le prix de " Meilleure jeune artiste musicale - Femme " pour sa chanson " The First Time It Happens " de la bande originale du film The Great Muppet Caper.

## Palmarès
Les lauréats sont indiqués ci-dessous dans chaque catégorie et en caractères gras.

### Meilleure performance dans un long métrage
| Meilleur acteur dans un film - Jeune acteur | Meilleure actrice dans un film - Jeune actrice |
| --- | --- |
| ★ Ricky Schroder - Australia Kid (The Earthling) - Filmways - Martin Hewitt - Un amour infini - Colombia - Otto Rechenberg - Amy - Disney - Paul Schoeman - Child's Play - AFI - Gabriel Swann - Why Would I Lie? -MGM - Henry Thomas - L'Homme dans l'ombre (Raggedy Man) - Universal | ★ Kristy McNichol - Du rire aux larmes - Colombia - Melissa Sue Anderson - Joyeux anniversaire à moi - Colombia - Shelby Balik - La Femme qui rétrécit - Universal - Mara Hobel - Maman très chère - Paramount - Kyle Richards - Les Yeux de la forêt - Disney - Brooke Shields - Un amour infini - Colombia |

### Meilleure performance dans une émission spéciale télévisée
| Meilleur Jeune acteur dans une émission spéciale | Meilleure Jeune actrice dans une émission spéciale |
| --- | --- |
| ★ Scott Baio - Stoned - ABC - Adam Gunn - Fallen Angel - CBS - Lance Kerwin - Circus Picture - Ralph Macchio - Huit, ça suffit ! - ABC - Doug McKeon - The Comeback Kid - ABC - Shane Sinutko - CBS Afternoon Playhouse: I Think I'm Having a Baby - CBS | ★ Dana Hill - Fallen Angel - CBS - Tonya Crowe - Les fleurs de sang (Dark Night of the Scarecrow) - CBS - Melissa Gilbert - Splendor in the Grass - NBC - Dana Plato - A Step in Time - KCET - Melissa Michaelsen - Broken Promises - CBS - Lisa Whelchel - Twirl - NBC |

### Meilleure performance dans une série télévisée
| Meilleur jeune acteur dans une série télévisée | Meilleure jeune actrice dans une série télévisée |
| --- | --- |
| ★ Timothy Gibbs - Le Grand Frère - NBC - Scott Baio - Happy Days - ABC - Philip McKeon - Alice - ABC - Glenn Scarpelli - Au fil des jours - CBS                                                                 | ★ Danielle Brisebois - Archie Bunker's Place - CBS - Olivia Barash - La Petite Maison dans la prairie (segment "Sylvia") - NBC - Missy Francis - La Petite Maison dans la prairie - NBC - Dana Hill - Nous deux - CBS - Katy Kurtzman - Dynastie - ABC - Jill Whelan - La croisière s'amuse - ABC |
| Meilleur jeune acteur dans une série télévisée diffusée en journée | Meilleure jeune actrice dans une série télévisée diffusée en journée |
| ★ Michael Damian - Les Feux de l'amour - CBS - Dick Billingsley - Des jours et des vies - NBC - Marc Bentley - Les Feux de l'amour - CBS - Damien Miller - Texas - ABC - Philip Tanzini - Hôpital central - ABC | ★ Becky Perle - Shazam - NBC - Genie Francis - Hôpital central - ABC - Dana Klaboe - Another World - NBC |

### Meilleure performance dans une comédie télévisée ou un film
| Meilleur jeune comédien : film ou télévision | Meilleure jeune comédienne : film ou télévision |
| --- | --- |
| ★ Scott Baio - Happy Days - ABC - Gary Coleman - Arnold et Willy - NBC - Peter Billingsley - Paternity - Paramount - Glenn Scarpelli - Au fil des jours - CBS | ★ Kim Fields - Drôle de vie - NBC - Mindy Cohn - Drôle de vie - NBC - Rori King - I'm a Big Girl Now - ABC - Nancy McKeon - Drôle de vie - NBC - Natasha Ryan - Ladies' Man - CBS - Lisa Whelchel - Drôle de vie - NBC |

## Meilleure performance musicale
| Meilleur jeune artiste d'enregistrement musical- Homme                                                                                            | Meilleur jeune artiste d'enregistrement musical - Femme |
| --- | --- |
| ★ Lionel Richie - Endless Love - Mercury - Jim Photoglo - Fool in Love with You - 20th Century Fox - Russell Smith - Honky Tonk Freeway - Capitol | ★ Little Miss Piggy - La Grande Aventure des Muppets - Atlantic - Stephanie Mills - Two Hearts - 20th Century Fox - Pia Zadora - Those Eyes - Curb Warner Records Corp. |

### Meilleur divertissement familial
| Meilleur divertissement familial - Film | Meilleur divertissement familial - Fantastique ou Comédie |
| --- | --- |
| ★ Les Aventuriers de l'arche perdue - Paramount - Amy - Disney - Maman très chère - Paramount - Du rire aux larmes - Columbia - Australia Kid - Filmways         | ★ Le Choc des Titans - MGM - Rox et Rouky - Disney - La Grande Aventure des Muppets - Universal - La Femme qui rétrécit - Universal - Why Would I Lie? - MGM |
| Meilleur divertissement familial - Émission spéciale | Meilleur divertissement familial - Série télévisée |
| ★ La Vague - TAT Communications / ABC - Broken Promises - CBS - Fallen Angel - CBS - Leave 'Em Laughing - CBS - A Step in Time - KCET - Twirl - NBC              | ★ Le Grand Frère - NBC - Arnold et Willy - NBC - Drôle de vie - NBC - La Petite Maison dans la prairie - NBC - Happy Days - ABC                              |
| Meilleur divertissement familial - Série télévisée pour enfants                                                                                                  | |
| ★ ABC Weekend Specials - ABC - Captain Kangaroo - CBS - Shazam - NBC - Superman et ses incroyables amis - NBC (peut-être Super Friends - ABC) - 30 Minutes - CBS | |

## Prix spécial
- Prix ancien enfant star : ★ Patsy Garrett